# Serafín Avendaño Martínez

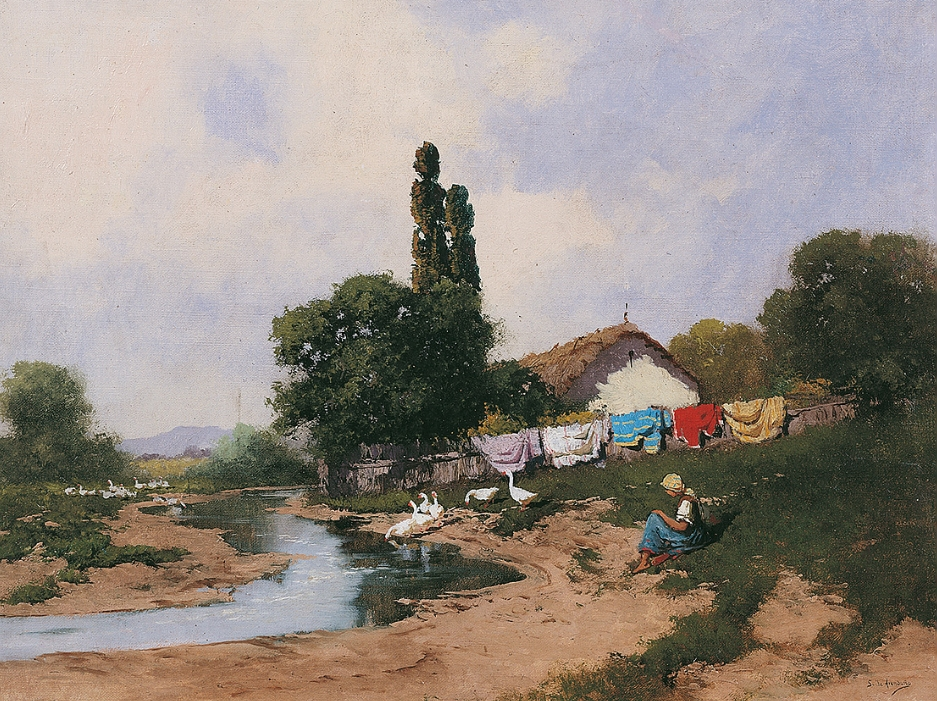
Paisatge amb oques de Serafín Avendaño

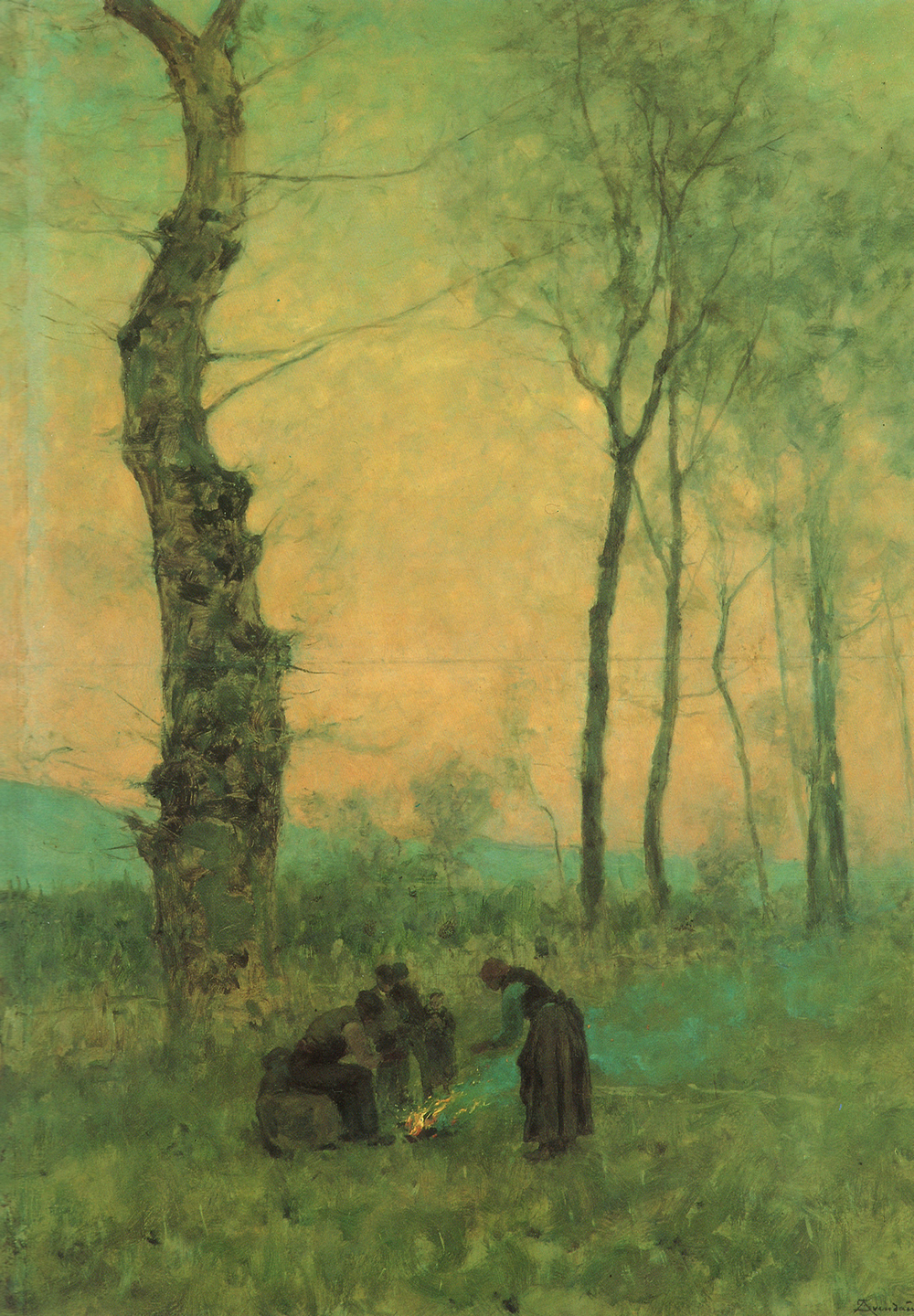
Paisatge d'hivern de Serafín Avendaño

Serafín Avendaño Martínez (Vigo, Pontevedra, 1838-Valladolid, 1916) fou un pintor espanyol.

## Biografia
Es traslladà molt jove a Madrid on va rebre els ensenyaments d'Antonio Esquivel i Jenaro Pérez Villaamil i fou alumne de la Reial Acadèmia de Belles Arts de San Fernando. Després va viatjar a Itàlia per a ampliar els seus estudis, residint-hi fins al 1891, data en què va tornar a Espanya. Es va especialitzar en el paisatge de caràcter realista, propi de la segona meitat del segle xix, com es pot observar en el quadre Processó en un poble, el qual es conserva al Museu del Prado de Madrid. Va concórrer amb assiduïtat a les Exposicions Nacionals de Belles Arts, obtenint tercera medalla els anys 1864 i 1892, i segona l'any 1899 pel quadre Una font a Galícia, el qual també pertany al Museu del Prado.

## Estil pictòric
És un pintor d'excel·lent ofici, basat en un rigorós dibuix i sempre dins de la pura impressió immediata de la llum. Sovint queia en l'anècdota, la qual salva per la gracilitat del seu quefer, molt grat i segur. Li interessava la natura i la seua paleta captava la realitat amb referències precises, però sense subjeccions academicistes. Les peculiaritats de l'aigua (sigui al mar o al riu) i la morfologia de les arbredes gaudeixen de les seues preferències, així com els ambients rurals o les escenes camperoles. Blaus, verds, carmins i roses són els seus tons preferits.

## Obres destacades
- Una font a Galícia, oli, 99 x 67 cm
- Processó en un poble, oli, 59,5 x 111,5 cm.
- Processó a l'abadia de Tiglieto, oli, 111,5 x 59 cm.
- Badia de Tiglieto, oli, 65 x 104 cm.
- Paisatge, oli, 102 x 131,5 cm.[1]